# Ofensiva del lago Balaton
Ofensiva del lago Balaton, cuyo nombre en clave era Unternehmen Frühlingserwachen (en español: «Operación Despertar de Primavera»), fue una operación militar lanzada por la Wehrmacht alemana contra las fuerzas soviéticas en el Frente Oriental. Constituyó la última ofensiva importante que la Alemania nazi emprendió contra el Ejército Rojo durante la Segunda Guerra Mundial.
El ataque alemán comenzó el 6 de marzo de 1945 en los alrededores del lago Balaton (Hungría) tanto con divisiones locales del Frente Oriental como con divisiones blindadas alemanas transferidas desde el Frente Occidental, entre ellas el 6.º Ejército Panzer-SS de Josef "Sepp" Dietrich, recientemente fogueado en la batalla de las Ardenas). Aunque el plan fue trazado con gran cuidado y secretismo por el alto mando alemán (Oberkommando des Heeres, OKH), este no pudo burlar al servicio de inteligencia soviético, que a su vez puso sobre aviso al alto mando soviético. La ofensiva alemana finalmente terminó en una inevitable derrota dada la enorme disparidad de fuerzas entre ambos bandos y por la alarmante debilidad de las Fuerzas alemanas.

## Antecedentes

### Situación militar
Desde la ocupación alemana de Hungría en la primavera de 1944, este país se había convertido en un importante teatro de operaciones de la guerra en el Frente oriental. Después de la batalla de Debrecen, a partir del otoño de ese año las fuerzas del Ejército rojo comenzaron a ocupar el país y se dirigieron a Budapest, ciudad que lograron cercar dejando aislada a una gran guarnición germano-húngara. A pesar de los repetidos intentos alemanes por liberar a los sitiados, especialmente durante la Operación Konrad, el 15 de febrero de 1945 toda la ciudad de Budapest quedó bajo control soviético.
A comienzos de la primavera de 1945, la situación de la Alemania nazi no era nada esperanzadora, con los ejércitos soviéticos situados en el Frente del Óder a pocos kilómetros de Berlín y los Aliados occidentales amenazando la Línea del Rin. A pesar de que sus consejeros del Oberkommando des Heeres (OKH) urgían a Hitler para que trasladara todas las fuerzas posibles de la Wehrmacht contra el I Frente Bielorruso del general Zhúkov, el Führer prefirió llevar a cabo una ofensiva en Hungría, con el fin de proteger Austria y las regiones meridionales de Alemania contra el avance del Ejército Rojo, además de apoderarse de las reservas de combustible y los campos petrolíferos húngaros que recientemente habían caído en manos de los soviéticos. Por estas razones el 6.º Ejército Panzer-SS, al mando del general de las SS Sepp Dietrich, fue trasladado desde el Frente occidental, donde ya había sido vencido por los estadounidenses en la batalla de las Ardenas, al oeste de Hungría, y fue integrado en el Grupo de Ejército Sur al mando del general Otto Wöhler. En conjunto, esta fuerza contaba con unos 141 000 hombres, 900 vehículos blindados, 850 aviones y más de 5600 cañones.[cita requerida]

### Planificación de la ofensiva alemana

Mapa del plan de operaciones alemán en el lago Balaton.

El plan de Hitler exigía que el 6.º Ejército Panzer-SS atacara las líneas soviéticas entre los lagos Gárdony y Balaton, pasando por la localidad de Székesfehérvár, con ello se detendría el avance el III Frente Ucraniano del mariscal soviético Fiódor Tolbujin y luego este frente sería dividido en dos y destruido. Inmediatamente las fuerzas alemanas alcanzarían el río Danubio, girarían hacia el norte para enfrentarse al II Frente Ucraniano del general Rodión Malinovski, que acababa de conquistar Budapest el 15 de febrero, y recuperaría la capital húngara para el Tercer Reich. Una vez eliminados los dos frentes soviéticos, el 6.º Ejército Panzer-SS establecería como corolario una cabeza de puente al este del río Danubio y se dirigiría a Berlín para ayudar a la expulsión de Zhúkov, que para esa fecha estaba a menos de sesenta kilómetros de la ciudad. 
Como resultó evidente al OKH desde el inicio, este ambicioso ataque según el plan personal de Hitler no tenía ninguna posibilidad de éxito debido a la superioridad soviética en cuanto a personal de tierra, artillería y aviación. De hecho, Hitler esperaba que la ofensiva alemana avanzara entre treinta y cincuenta kilómetros hasta el río Danubio, que destruyera al III Frente Ucraniano (tres veces mayor que las fuerzas germanas que lo atacarían) y que después esas mismas fuerzas de la Wehrmacht hicieran retroceder al II Frente Ucraniano. El proyecto se presentaba desde el principio completamente inviable para los jefes del OKH, como Heinz Guderian, en tanto el 6.º Ejército Panzer-SS era realmente de pequeño tamaño en comparación a los dos frentes del Ejército Rojo a los cuales se enfrentaría. Cabe precisar que, según la organización militar soviética, cada uno de estos frentes abarcaba casi tres ejércitos de tamaño igual al 6.º Ejército Panzer, por lo cual la proporción numérica era ampliamente favorable a los soviéticos. Debido a que las líneas de ferrocarril habían sido gravemente dañadas por los ataques aéreos, el transporte de combustible se hizo muy complicado, y por esta razón no hubo disponibles grandes reservas de combustible para emprender una ofensiva importante.
Por otro lado, el Servicio de Inteligencia soviético descubrió los planes alemanes y al enterarse Fiódor Tolbujin de los proyectos germanos, planificó un ataque con unas fuerzas acorazadas numéricamente inferiores, pero a su vez estableció poderosas líneas defensivas. De esta manera el III Frente Ucraniano poseía unos cuatrocientos mil hombres, cuatrocientos tanques, mil aviones y unos siete mil cañones y morteros listos para repeler la ofensiva.[cita requerida]

## Orden de batalla

### Fuerzas del Eje

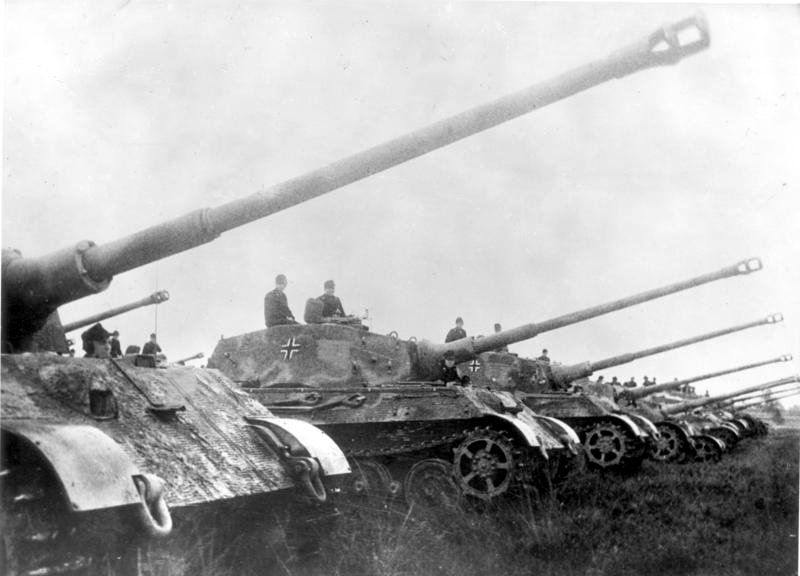
Columna de tanques Tiger II. uno de los vehículos principales del Leibstandarte.

El grupo de fuerzas principal era el del Grupo de Ejércitos Sur (Heeresgruppe Süd), al que se unirían elementos menores del Grupo de Ejércitos E (Heeresgruppe E) que actuarían desde las posiciones de Yugoslavia. Los componentes principales del Heeresgruppe Süd eran los siguientes:
- 6.º Ejército Panzer-SS: A este se le unieron varias divisiones y unidades sueltas de otros ejércitos, logrando finalmente reunir unas 11 divisiones de tanques, 5 grupos de combate y una brigada motorizada para el inicio de la ofensiva. Incluía a la 1.ª División SS "Leibstandarte Adolf Hitler", unidad de élite de las Waffen SS. El 6.º Ejército Panzer SS llevaría el peso del ataque principal, bajo el mando del general Josef "Sepp" Dietrich.
- 2.º Ejército Panzer: Al mando del general Maximilian de Angelis, sería el encargado de apoyar al sur del lago Balaton la acción principal del Ejército Panzer de "Sepp" Dietrich.
- 6.º Ejército (Armeegruppe Balck): Al mando del teniente general Hermann Balck.
- 3.er Ejército Húngaro: Al mando del general József Heszlényi y encargado de apoyar las líneas alemanas al norte de la ofensiva principal.

### Fuerzas soviéticas
Las principales fuerzas soviéticas en la zona estaban integradas en el III Frente Ucraniano, al mando del mariscal de campo Tolbujin, y contaba con las siguientes formaciones: 4.º Ejército de Guardias, 6.º Ejército de Tanques de la Guardia, 9.º Ejército de Guardias, 26.º Ejército, 27.º Ejército, 46.º Ejército, 57.º Ejército y el I Ejército Búlgaro.

## Desarrollo de las operaciones

### Ofensiva alemana

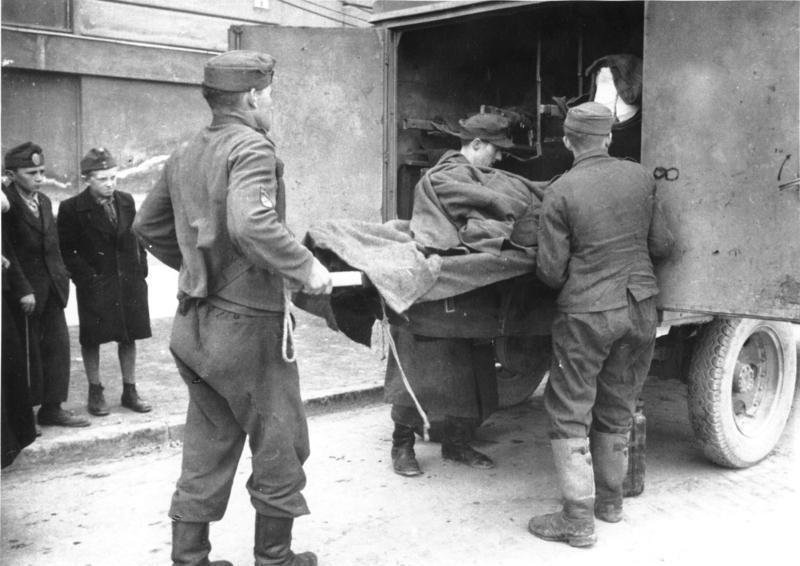
Transporte de heridos alemanes en Hungría, entre los días 10 y 13 de marzo de 1945.

El 6 de marzo el 6.º Ejército Panzer SS inició su avance llevando como fuerza principal a la División SS Leibstandarte, una de las últimas unidades militares de élite con que contaba la Alemania nazi en aquellos momentos; las tropas de apoyo eran las del 2.º Ejército Panzer y el 3.er Ejército húngaro. El avance alemán se vio rápidamente dificultado por las escasas reservas de combustible y por un terreno embarrado por abundantes lluvias, lo que hizo difícil su avance inicial, aunque finalmente las fuerzas germanas lograron una sorpresiva buena actuación ante las tropas soviéticas de vanguardia, penetrando en las líneas soviéticas al suroeste de Székesfehérvár. Pese al inicial éxito alemán, este fue rápidamente detenido por los soviéticos apenas al segundo día; las fuerzas soviéticas que resistían eran de los ejércitos 26.º, 27.º, 46.º y 57.º, junto con el 6.º Ejército de Tanques de la Guardia, que combatieron fieramente contra el avance germano y lograron detenerlo aprovechando su aplastante superioridad numérica. Lo cierto es que el ataque alemán sorprendió a las fuerzas soviéticas, a pesar de que estas ya estaban avisadas.
El 2.º Ejército Panzer comenzó su ataque a las 04:00h. del 6 de marzo, con un avance desde Nagybajom hacia Kaposvar. El peso del ataque lo llevó el LXVIII Cuerpo de Ejército con la 16.ª División de Granaderos-SS "Reichsführer-SS". Sin embargo, esta unidad no disponía de tanques, sino solo de algunos cañones de asalto y vehículos blindados. A las 09:00 horas, a pocos kilómetros al este del ataque principal, se detuvo el avance frente a Nagybajom debido a una fuerte oposición. Los intentos de algunos oficiales por cambiar la dirección del ataque del este al oeste fracasaron debido a la oposición del Estado Mayor del Grupo de Ejércitos Sur.
Aunque el panorama del combate se revelaba poco prometedor para la Wehrmacht tras el primer día, Hitler ordenó personalmente al general "Sepp" Dietrich proseguir la ofensiva que ya se encontraba atascada sin remedio. Mientras tanto, el mariscal soviético Fiódor Tolbujin solicitó a la Stavka que se le permitiera repeler el ataque alemán con las fuerzas del Tercer Frente Ucraniano que se habían reservado para una ofensiva sobre Viena, pero Stalin se negó a ello, exigiendo que Tolbujin mantuviera sus posiciones sólo con las tropas que tuviera disponibles sobre el terreno. Previniendo esta negativa y alertado de una posible ofensiva alemana, Tolbujin había dispuesto un sistema de defensas formado por alambres de púas, trampas antitanques e inundación del terreno. Tal sistema resultaría de gran ayuda para desacelerar el avance germano. La excelente disposición de los cañones pesados soviéticos empezó entonces a diezmar a los tanques alemanes, así como a detener en el barro a cientos de soldados germanos; el mariscal soviético Tolbujin decidió entonces aprovechar la lentitud del avance germano para lanzar toda la superioridad numérica del III Frente Ucraniano (con casi 30 divisiones listas para el combate) en feroces contraataques frontales que, si bien causaban numerosas bajas entre los soldados soviéticos, desgastaban mucho a las fuerzas alemanas que ya estaban en seria inferioridad de hombres y material.
De esta manera el avance germano fue detenido y lo más cerca que los tanques alemanes estuvieron del Danubio fue apenas 32 kilómetros de distancia, en un saliente al extremo sur de sus posiciones iniciales, y que fue prontamente destruido por los soviéticos al atardecer del 7 de marzo. Desesperado, el 8 de marzo el Oberkommando des Heeres (OKH) ordenó enviar las reservas del Grupo de Ejércitos Sur al frente, lo cual no produjo ningún cambio en el resultado de la batalla, entonces marcada por los vanos intentos de los alemanes por avanzar y severos contraataques de la infantería soviética que obligaban a los alemanes a retroceder de modo lento pero incontenible. Mientras, la aparición de la artillería y tanques del III Frente Ucraniano aplastaba todo intento alemán de avanzar hacia el sur, y causaba a la Wehrmacht bajas ya imposibles de reponer.

### Los soviéticos contraatacan
Tras una feroz sangría, el 15 de marzo el OKH ordenó al 6.º Ejército Panzer SS detener la ofensiva y pasar a la defensiva, pero para ese momento los alemanes habían sufrido miles de bajas, incluyendo muchos veteranos de las Waffen SS insustituibles, además de haber perdido numeroso material bélico. Las ganancias territoriales iniciales de las tropas alemanas habían supuesto un éxito efímero pero imposible de consolidar bajo la tremenda presión soviética, por lo cual la retirada de la Wehrmacht del territorio recuperado se hizo inevitable pese al enorme costo en soldados y material que implicó esta operación. La nueva ofensiva soviética se vio apoyada decisivamente por el 5.º y el 17.º Ejércitos aéreos.

Mapa del plan de operaciones alemán en el lago Balaton.

Aun así la lucha defensiva constituyó otro desastre para los alemanes, que el 23 de marzo fueron atacados en sus posiciones originales por las tropas de Tolbujin, reforzadas ahora con divisiones del 2.º Frente Ucraniano que hacían más desesperada la situación del desgastado 6.º Ejército Panzer-SS. Los alemanes lograron mantener la línea defensiva y evitar el desastre solo gracias a la actuación y graves bajas de la 9.ª División Panzer-SS "Hohenstaufen". En esta fase la lucha aparecía completamente decidida a favor del Ejército Rojo y los alemanes debieron retroceder rápidamente por toda la llanura del oeste de Hungría hasta el día 26 de marzo en dirección a Austria a fin de proteger la ciudad de Viena, dejando en poder de los soviéticos casi el 90% del territorio húngaro.
Cuando Adolf Hitler se enteró del fracaso de la ofensiva, ordenó que los hombres de la División Waffen SS Leibstandarte se quitaran los brazaletes con el emblema «Adolf Hitler», ya que él consideraba que la división que llevaba su propio nombre no había luchado con todas sus fuerzas durante la ofensiva. Cuando el general Sepp Dietrich se enteró de esto, ordenó a sus oficiales subordinados ignorar la orden y no transmitirla a las tropas, asegurando que Hitler "debió de haber sido mal informado o engañado", al considerarse una humillación recibir semejante mensaje después de las serias pérdidas sufridas tras el combate. Debido a la gran estima que Hitler sentía por Dietrich, este pudo darse el lujo de hacer esto sin arriesgarse a ser destituido o encarcelado, como hubiera sucedido con otros jefes de la Wehrmacht; Heinrich Himmler comentó inclusive:

Si el Führer quiere despojar de sus brazaletes a las SS tendrá que quitárselos a los cadáveres que se encuentran en el campo de batalla.

## Consecuencias
La Ofensiva en el lago Balaton tuvo poco efecto sobre el avance del Ejército Rojo. En la que fue su última operación defensiva, entre el 6 y el 15 de marzo los soviéticos tuvieron unas bajas de 32 899 hombres, incluyendo 8492 muertos y 24 407 heridos, además de 152 tanques y 415 cañones antitanque. En contraste, en el mismo periodo de tiempo las pérdidas de la Wehrmacht fueron de 12 358 muertos, heridos o desaparecidos. A inicios de abril, el oeste de Hungría fue ocupado completamente por los soviéticos en el marco de su ofensiva final sobre Viena; En tal situación los alemanes retiraron sus últimas fuerzas de suelo húngaro para concentrarse urgentemente en la defensa de Viena y de la Baja Austria, mientras que el Gobierno húngaro pronazi del Partido de la Cruz Flechada, presidido por Ferenc Szálasi, partió a exiliarse a Alemania con los pocos seguidores que aún le quedaban. La situación para la población civil de Hungría durante estas batallas finales fue precaria: muchos soldados y oficiales soviéticos trataron a los húngaros como aliados del Reich alemán.
De los setecientos tanques desplegados por los alemanes, solo el 30 % de ellos fueron empleados durante la operación «Despertar de primavera». Pocos de ellos lograron sobrevivir con la Wehrmacht durante la desastrosa retirada que se produjo en Hungría a finales de marzo, consecuencia en parte de la prohibición de Hitler y el OKW para que esta se produjera. Muchos tanques, armas pesadas y numeroso equipo en buen estado fueron abandonados durante la retirada alemana. En la orilla occidental del lago Balaton y los Montes Bakony cayeron en manos del Ejército rojo varias columnas de tanques sin haber disparado un solo tiro, que pudieron ser integradas en las unidades soviéticas como compañías blindadas propias.
Otra consecuencia grave fue que tras esta ofensiva Alemania perdió los pozos petrolíferos de la localidad de Nagykanizsa (al suroeste del lago Balaton), que constituían los últimos que aún se mantenían bajo control alemán en esta etapa de la contienda. Esto agravó la ya de por sí difícil situación militar de la Alemania nazi, dependiente casi por completo del combustible sintético (y el cual ya resultaba insuficiente para atender las urgencias de la guerra). Sin embargo, el audaz ataque demostró a los soviéticos que la Wehrmacht aún tenía fuerzas para defenderse y, aunque no podía cambiar el curso de la lucha, sí estaba en condiciones de provocar altísimas bajas al Ejército Rojo. Lo cierto es que las fuerzas soviéticas perdieron casi el 7 % de sus efectivos, mientras las muertes alemanas, aunque menores en número, equivalían al 10 % de las tropas. Así, la batalla del lago Balaton constituyó la última gran acción ofensiva de las tropas de la Wehrmacht en el marco de la Segunda Guerra Mundial.

### Pie de página
1. 1 2 3  (SP Ivanov. Artículo "Liberación de Hungría y Austria" en la colección "Septiembre de 1945" - Editorial casa Nauka, Moscú 1970.). Por la liberación de Hungría y Austria.
2. ↑  Kollektiv Avtorov. Más a menudo que no. 1939—1945. Tom 10. — M.: Voyenizdat, 1979
3. ↑  Rusia y la URSS en las guerras del siglo XX - Pérdidas de las fuerzas armadas, Moscú, Olma-Press, 2001). OPERACIÓN DEFENSIVA EN LITUANIA Y LETONIA (Operación defensiva estratégica del Báltico) 22 de junio - 9 de julio de 1941. Archivado desde el original el 5 de mayo de 2008. Consultado el 26 de marzo de 2024.
4. ↑  K.-H. Frieser, et alii (2007); pág. 929
5. ↑  K.-H. Frieser, et alii (2007); pág. 926
6. ↑  Paul Josef Puntigam (1993); pág. 51
7. 1 2  Hans Dollinger (1995); pág. 182
8. ↑  Franz Kurowski (2006); pág. 458
9. ↑  Hans Dollinger (1995); pág. 198
10. ↑  K.-H. Frieser, et alii (2007); pág. 942
11. ↑  Paul Josef Puntigam (1993); pp. 81, 288 & 362
12. ↑  K.-H. Frieser, et alii (2007); pág. 943
13. ↑  K.-H. Frieser, et alii (2007); pág. 948